# Bessemer City
Bessemer City è una città degli Stati Uniti d'America situata nella Carolina del Nord, nella Contea di Gaston.